# Strahinja Alagić
Strahinja Alagić (in serbo Страхиња Алагић?; Kozarac, 14 agosto 1920 – Belgrado, 10 ottobre 2002) è stato un cestista e allenatore di pallacanestro jugoslavo.

## Carriera
Ha guidato la Jugoslavia a due edizioni dei Campionati europei (1954, 1968).

## Palmarès

### Giocatore
- YUBA liga: 6

Jugoslvenska armija: 1945
Stella Rossa Belgrado: 1947, 1948, 1949, 1950, 1951

### Allenatore
- Coppa dei Campioni: 1

Stella Rossa Belgrado: 1979